# Filip Hedberg
Filip Hedberg, född 11 april 1997 i Örnsköldsvik, är en svensk professionell ishockeyspelare som spelar för AIK i Hockeyallsvenskan.
Filip är äldre bror till ishockeyspelaren Tom Hedberg.